# 香川県道163号栗林停車場今里線
香川県道163号栗林停車場今里線（かがわけんどう163ごう りつりんていしゃじょういまざとせん）は、香川県高松市を通る一般県道である。

## 概要

### 路線データ
- 起点：香川県高松市桜町一丁目（JR高徳線 栗林駅前、香川県道160号高松港栗林公園線上）
- 終点：香川県高松市今里町一丁目（香川県道43号中徳三谷高松線別線・高松市道朝日町仏生山線交点）
- 総延長：0.794 km

## 路線状況

### 重複区間
- 香川県道160号高松港栗林公園線（高松市桜町一丁目 - 高松市桜町二丁目）

## 地理

### 通過する自治体
- 香川県
  - 高松市

### 交差する道路
| 交差する道路                                             | 交差する場所 | 交差する場所 |
| -------------------------------------------------------- | ------------ | ------------ |
| 香川県道160号高松港栗林公園線 重複区間起点               | 桜町一丁目   | 起点         |
| 香川県道160号高松港栗林公園線 重複区間終点               | 桜町二丁目   |              |
| 香川県道43号中徳三谷高松線 / 別線 高松市道朝日町仏生山線 | 今里町一丁目 | 終点         |

### 沿線
- JR四国高徳線 栗林駅
- 御坊川